# Chadia Moubtakir
Chadia Moubtakir est une athlète marocaine.

## Biographie
Chadia Moubtakir remporte la médaille de bronze du relais 4 x 400 mètres aux championnats d'Afrique d'athlétisme 1988 à Annaba. 
Elle est également championne du Maroc du 400 mètres en 1988 et 1989 et du 800 mètres en 1991.

### Palmarès
| Date | Compétition            | Lieu   | Résultat | Épreuve   | Performance   |
| ---- | ---------------------- | ------ | -------- | --------- | ------------- |
| 1988 | Championnats d'Afrique | Annaba | 3e       | 4 x 400 m | 3 min 50 s 25 |